# Даценко Дмитро Дмитрович
Дмитро Дмитрович Даце́нко (13 (25) жовтня 1869 — не раніше 1918) — український військовий діяч, російський офіцер, полковник (1915), герой Першої світової війни, Георгіївський кавалер.

## Життєпис
Уродженець Херсонської губернії. Народився в сім'ї офіцера, удостоєного дворянського звання. 
Загальну освіту здобув у Єлисаветградській військовій прогімназії.
Рідні брати — офіцери Іван Даценко і Володимир Даценко.

### Служба в російській армії
Після закінчення повного курсу прогімназії, у вересні 1886 року вступив у військову службу однорічником 2-го розряду і був направлений на навчання в Одеське піхотне юнкерське училище, курс якого закінчив у 1889 році за 1-м розрядом і у вересні того ж року зроблений у підпоручники, з призначенням на службу в 16-й піхотний резервний (кадровий) батальйон, розквартирований у Мітаві (Курляндська губернія).
1890 року підпоручника Даценка перевели в 15-й піхотний резервний (кадровий) батальйон (Поневеж, Ковенська губернія), перейменований наступного року на Дінамюндський резервний піхотний батальйон, потім - у 180-й піхотний резервний Дінамюндський полк, розгорнутий на початок 1893 року в 4-х батальйонний 179-й піхотний Усть-Двінський полк (у липні 1910 року полк перевели на постійне розквартирування з Поневежа в Сизрань).
У червні 1893 року Дмитра Даценка було висвячено, на вакансію, у поручники, у жовтні 1900 року, за вислугу років, - у штабскапітани, у липні 1904 року, за вислугу років, - у капітани.
Служив молодшим офіцером, командував ротою. Закінчив курс Офіцерської стрілецької школи з оцінкою відмінно. У 1913 році - командувач 5-ю ротою, з грудня 1913 року - помічник командира 2-го батальйону. На січень 1914 року - був неодружений, у військових кампаніях участі не брав.
У травні 1914 року призначений, на вакансію, у підполковники, з переведенням у 180-й піхотний Віндавський полк, розквартирований у Саранську.

#### Перша світова війна
Після оголошення мобілізації підполковник Даценко був призначений командиром батальйону сформованого в липні 1914 року, в Саранську, з кадру 180-го піхотного Віндавського полку, другочергового 320-го піхотного Чембарського полку другочергової 80-ї піхотної дивізії, на чолі якого незабаром виступив на фронт (до складу 4-ї армії). З осені 1914 по літо 1915 року брав участь у бойових діях на території південної Польщі та Східної Галичини, - у травні 1915 року, тимчасово командуючи полком, особливо відзначився при форсуванні річки Прут, за що був нагороджений орденом Святого Георгія 4-го ступеня.
Влітку-восени 1915 року був у прикомандируванні до 318-го піхотного Чорноярського полку тієї ж 80-ї піхотної дивізії - т.в.о. командира 318-го Чорноярського полку.
У вересні 1915 року, за відмінності в справах проти ворога, проведений у полковники.
У квітні 1916 року призначений командиром нещодавно сформованого третьочергового 397-го піхотного Запорізького полку (100-та піхотна дивізія, 46-й армійський корпус). У червні 1916 року самовіддано командував полком у важких наступальних боях біля села Костюхнівка, під час Луцького прориву, за що згодом був удостоєний Георгіївської зброї. 15 липня 1916 року був поранений і евакуйований у тил на лікування.
У липні 1917 року призначений командувачем бригадою 77-ї піхотної дивізії (46-й армійський корпус).

### Служба в українській армії
У 1918 році, після Жовтневої революції в Петрограді та підписання Брестського миру, служив в армії Української держави: на 30.11.1918 - помічник командира 6-го піхотного полку. Подальша доля не відома.

## Нагороди
- Медаль «У пам'ять царювання імператора Олександра III» (1896)
- Орден Святого Станіслава 3-го ступеня (ВП від 19.07.1898)
- Орден Святої Анни 3-го ступеня (ВП від 21.05.1906)
- Орден Святого Станіслава 2-го ступеня (17.11.1909; ВП від 31.12.1909)
- Медаль «У пам'ять 300-річчя царювання дому Романових» (1913)
- Орден Святого Георгія 4-го ступеня (утв. ВП від 03.02.1915)
- Орден Святої Анни 2-го ступеня з мечами (ВП від 27.03.1915)
- Орден Святого Володимира 4-го ступеня з мечами і бантом (ВП від 03.08.1915)
- Орден Святого Володимира 3-го ступеня з мечами (ВП від 11.12.1915)
- Найвища милість (ВП від 12.05.1916), - за відмінності в справах проти ворога
- Георгіївська зброя (утв. ВП від 07.11.1916)